# Giovanni Micheletto
Giovanni Micheletto (Sacile, 22 januari 1889 - aldaar, 9 september 1958), bijgenaamd "De graaf van Sacile" en "Nané", was een Italiaans wielrenner in de vroege twintigste eeuw.
Giovanni Micheletto kreeg zijn bijnaam De graaf van Sacile vanwege zijn adellijke afkomst. In de jaren voor de Eerste Wereldoorlog wist hij enkele belangrijke wedstrijden te winnen, waaronder de Ronde van Lombardije in 1910, de Ronde van Romagna in 1911 en vooral in 1912 de Ronde van Italië, de enige editie gebaseerd op een ploegenklassement. Als lid van de Atala-ploeg won Michelotto twee etappes en wist de eindzege te behalen, samen met Carlo Galetti en Eberardo Pavesi en ondanks het uitvallen van Atala-kopman Luigi Ganna.
Na het uitbreken van de Eerste Wereldoorlog kreeg het veelbelovende begin van zijn wielerloopbaan geen vervolg en wijdde hij zich de rest van zijn leven aan de wijnhandel. Hij stierf in zijn woonplaats op de leeftijd van 69 jaar.

## Belangrijkste overwinningen
1909
- 2e etappe Ronde van Venetië

1910
- Ronde van Lombardije

1911
- Ronde van Romagna

1912
- 1e etappe Ronde van Italië
- 8e etappe Ronde van Italië
- Eindklassement Ronde van Italië + Carlo Galetti en Eberardo Pavesi (Atala-ploeg)

1913
- Parijs-Menen
- 1e etappe Ronde van Frankrijk, ex aequo

## Resultaten in voornaamste wedstrijden
| Jaar | Ronde van Italië | Ronde van Frankrijk | Ronde van Spanje |
| ---- | ---------------- | ------------------- | ---------------- |
| 1910 |                  |                     |                  |
| 1911 |                  |                     |                  |
| 1912 | ↑ (2)            |                     |                  |
| 1913 |                  | opgave (1)          |                  |
| 1914 |                  | opgave              |                  |

| Jaar | Milaan-San Remo | Ronde van Lombardije |
| ---- | --------------- | -------------------- |
| 1910 |                 | ↑                    |
| 1911 |                 | ↑                    |
| 1912 | 15e             |                      |
| 1913 |                 |                      |
| 1914 |                 |                      |

- Bibliothèque nationale de France: cb149765712 (data)
- International Standard Name Identifier: 0000 0004 5093 9104
- Istituto Centrale per il Catalogo Unico: LIGV050431
- Virtual International Authority File: 316737133